# Національна рада з географічних назв
Національна рада з географічних  назв  — колишній постійно  діючий  орган  у  питаннях   нормування    відтворення географічних назв України, передачі українською мовою географічних назв зарубіжних країн  та  об'єктів  Землі,  що  перебувають  поза юрисдикцією держав, назв космічних тіл. 
Створена 23 вересня 1993, діяла до 19 квітня 2006.
Була ліквідована при створенні Міжвідомчої науково-методичної ради з питань географічних назв.

## Нормативні документи
- Про утворення Національної ради з географічних назв. Постанова КМ від 23 вересня 1993 р. N 783  Постанова втратила чинність на підставі Постанови КМ N 543 ( 543-2006-п ) від 19.04.2006
- Кабмін створив раду з географічних назв // 21/04/2006 16:36  31 травня 2005 року Верховна Рада повторно прийняла закон «Про географічні назви».
- Про утворення Міжвідомчої науково-методичної ради з питань географічних назв // Постанова КМ від 19.04.2006 № 543  Постанова втратила чинність на підставі Постанови КМ N 77 ( 77-2015-п ) від 04.03.2015
- Про ліквідацію деяких консультативних, дорадчих та інших допоміжних органів, утворених Кабінетом Міністрів України // Постанова КМ від 4 березня 2015 р. № 77